# Pérenchies
Pérenchies är en kommun i departementet Nord i regionen Hauts-de-France i norra Frankrike. Kommunen ligger i kantonen Quesnoy-sur-Deûle som tillhör arrondissementet Lille. År 2022 hade Pérenchies 8 487 invånare.

## Befolkningsutveckling
Antalet invånare i kommunen Pérenchies
| Referens: INSEE |